# بلن (بویاکا)
بلن (انگلیسی: Belén, Boyacá)یک منطقه مسکونی در کشور کلمبیا است.